# Erwin Peters (hockeyer)
Erwin Hans Peters (Amsterdam, 8 december 1970) is een voormalig Nederlands hockeyer.
Peters begon met hockeyen bij THC Hurley en maakte daarna de overstap naar buurman Amsterdam H&BC. Hier maakte hij zijn debuut in de Hoofdklasse op 6 oktober 1991 tegen HDM (0-0). In 1994 en 1995 werd hij landskampioen met Amsterdam en in 1995 werd de Europacup I-finale verloren van Uhlenhorst Mülheim. Peters kwam nooit uit voor de Nederlandse hockeyploeg.